# سرو ترس پیکوس
سرو ترس پیکوس (به اسپانیایی: Cerro Tres Picos) یک کوه در آرژانتین است. سرو ترس پیکوس ۱٬۲۳۹ متر بالاتر از سطح دریا واقع شده‌است.